# Piercing del cappuccio del clitoride

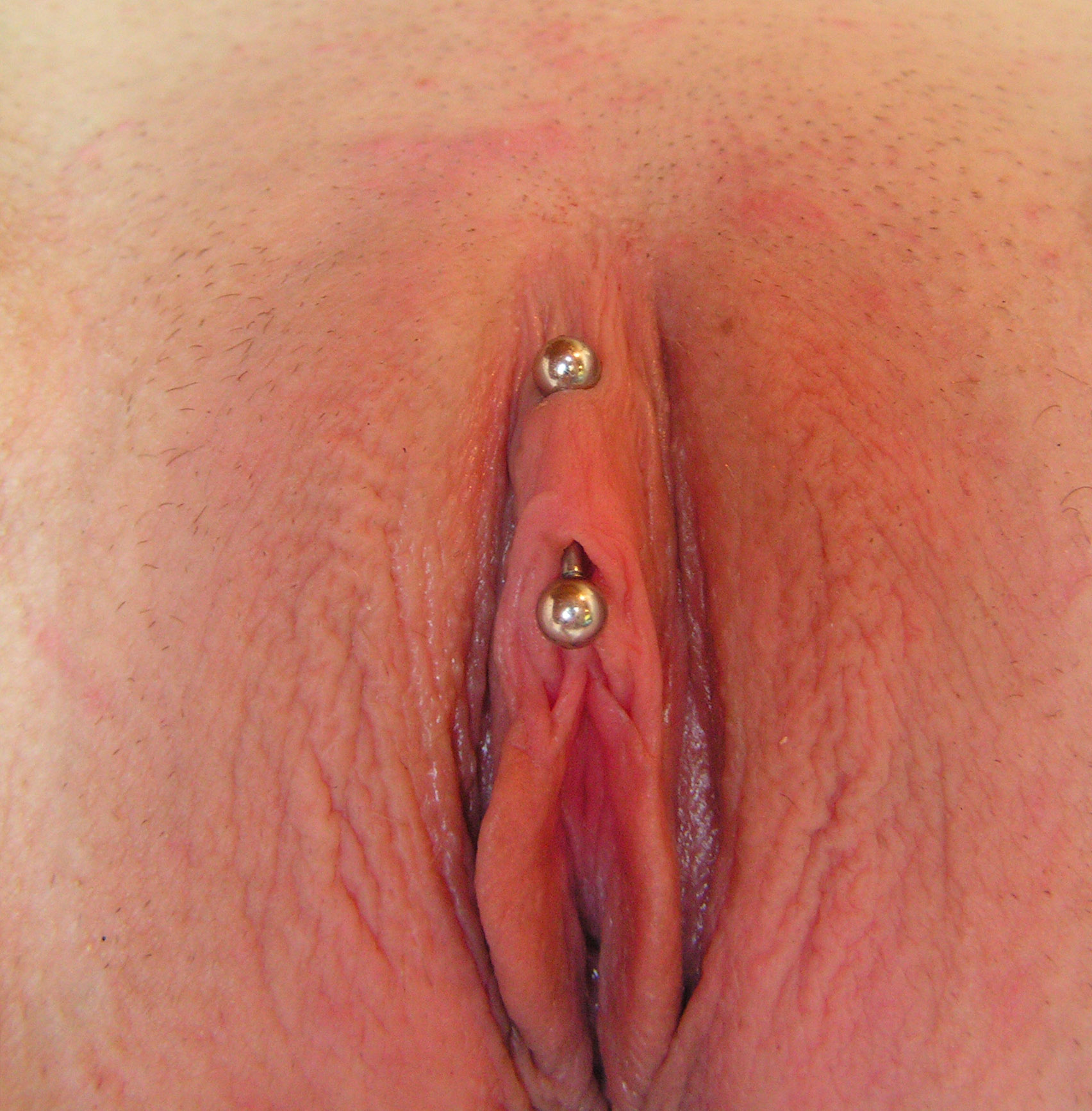
Il modo più comune per praticare il piercing del cappuccio del clitoride: verticale

Il piercing del cappuccio del clitoride è un piercing genitale femminile che viene praticato sul prepuzio clitorideo. Esso può essere praticato sia orizzontalmente che verticalmente.

## Tipologie

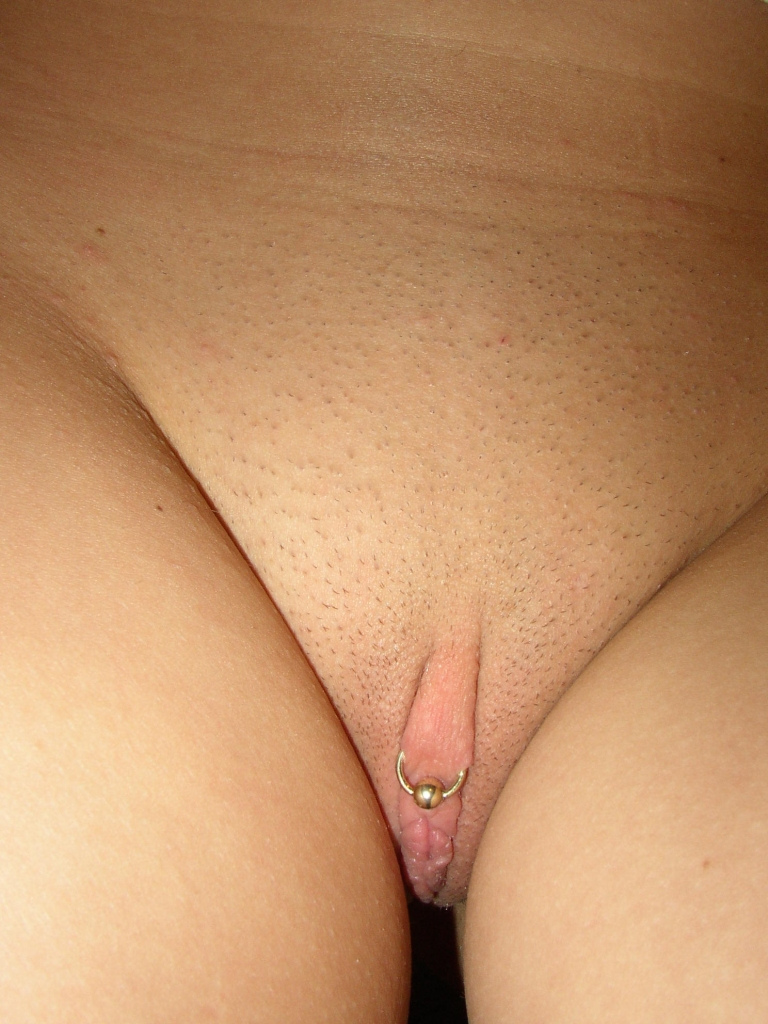
Piercing del cappuccio del clitoride orizzontale

Il cappuccio del clitoride può essere forato in tre modi differenti:
- Piercing del cappuccio del clitoride orizzontale: il cappuccio del clitoride viene forato orizzontalmente, da parte a parte, passandovi attraverso normalmente un anello.
- Piercing del cappuccio del clitoride verticale: viene forato il cappuccio del clitoride dall'interno verso l'esterno, inserendo normalmente una barretta.
- Deep Hood: variante del piercing del cappuccio del clitoride orizzontale che avviene passando l'ago non davanti, bensì dietro alla clitoride, cioè più in profondità.

### Piercing del cappuccio del clitoride verticale
Il piercing del cappuccio del clitoride verticale viene realizzato perforando il prepuzio clitorideo, dal basso verso l'alto, partendo dall'apertura del cappuccio e fuoriuscendo dalla sommità, senza toccare il clitoride stesso. Il gioiello utilizzato è di solito una barra dritta, una banana o un anello, aventi diametro 1,6 o 2 mm. Il tempo di guarigione è breve, e varia dalla settimana al mese.
Preferibilmente si associa all'epilazione completa della vulva e del monte di Venere.
La fattibilità di questo piercing dipende dall'anatomia individuale, infatti un cappuccio non sufficientemente sviluppato non permette la perforazione. I piercer usano comunemente il "test del cotton-fioc" per verificare la fattibilità del piercing: l'anatomia è corretta se almeno la testa del cotton-fioc scompare all'interno del cappuccio.
Il cappuccio del clitoride verticale, oltre alla valenza estetica, assume una valenza sessuale in quanto il gioiello può, a seconda dell'anatomia, toccare e stimolare il clitoride sul quale poggia, durante i movimenti e l'attività sessuale della donna.

### Triangle

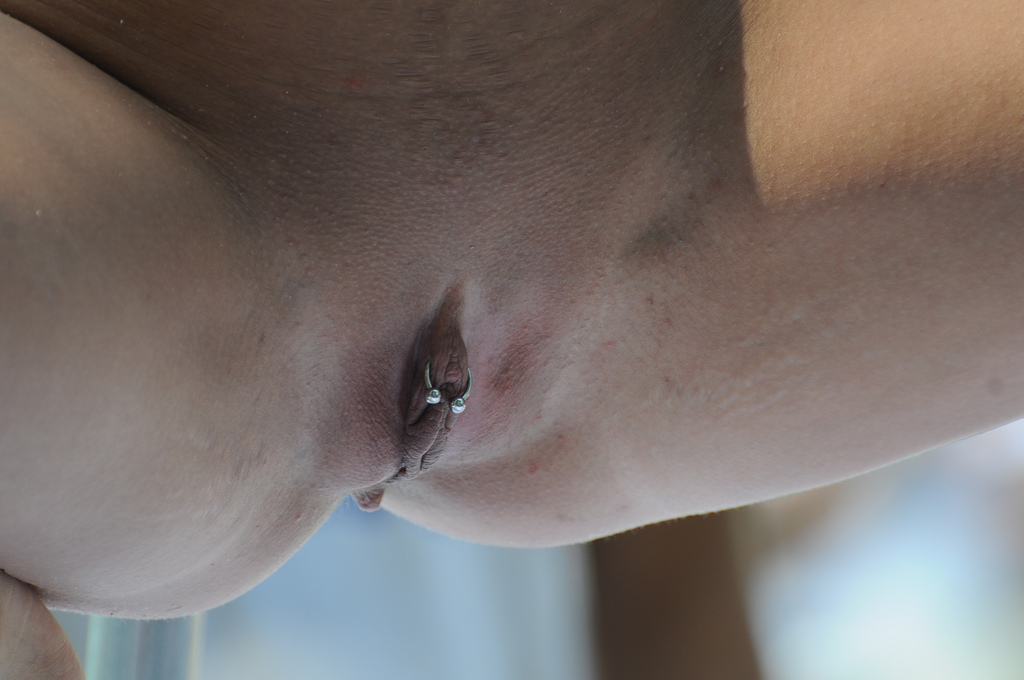
Triangle Piercing

Il piercing passa orizzontalmente sotto la base del tessuto del cappuccio clitorideo dove si incontrano le piccole labbra interne e sotto il clitoride. Il nome deriva dal tessuto dove le labbra si incontrano nella parte inferiore del cappuccio clitorideo, che assomiglia a un triangolo. Questa è l'unico piercing genitale che può stimolare internamente il clitoride, anche se non passa attraverso il clitoride stesso o il glande del clitoride.